# Mysmenella papuana
Mysmenella papuana är en spindelart som beskrevs av Léon Baert 1984. Mysmenella papuana ingår i släktet Mysmenella och familjen Mysmenidae. Inga underarter finns listade i Catalogue of Life.